# Mikael Burakovsky
Mikael Mendel Burakovsky, född 23 juni 1977 i Malmö, är en svensk professionell före detta ishockeyspelare. Han är yngre bror till ishockeyspelaren Robert Burakovsky och farbror till André Burakovsky. Han är son till Benny Burakovsky, mångårig ishockeyledare i Malmö.

## Klubbkarriär
Mikael Burakovsky elitseriedebuterade med moderklubben Malmö IF redan som 17-åring. Han gjorde fyra säsonger med inhopp i A-laget varvat med spel i J20-laget och en utlåning till Västerås IK. Totalt har han bokförts för 128 matcher i grundserie och slutspel med 16 poäng. I matchantalet inkluderas dock många matcher med få eller inga inhopp. Burakovsky kom fram som en av spelarna i en stark Malmögeneration med namn som Jesper Damgaard, Kim Staal, Andreas Lilja och Kim Johnsson
Burakovsky lämnade Malmö för ett kort gästspel i tyska högstaligan DEL och värvades därefter till Timrå IK i dåvarande näst högsta serien Division I där han under en säsong mäktade med 15 poäng på 39 matcher. Burakovsky fick mindre speltid efterhand under säsongen och sökte sig vidare utomlands efter en säsong. Totalt gjorde han sju säsonger med spel i Tyskland, Frankrike och Danmark. Efter att ha återkommit till svensk ishockey och spel i IK Pantern i tredjedivisionen (den nya hockeyettan) avslutade han karriären tillsammans med sin bror Robert Burakovsky i Trelleborg i division 3 Skåne. 
Brödraparet Mikael och Robert Burakovsky spelade förutom i Trelleborg i samma lag i Malmö, Pantern, Rødovre, Herning och Aalborg.

## Landslagsmeriter
Mikael Burakovsky gjorde totalt 29 juniorlandskamper.  Han deltog i Juniorvärldsmästerskapet i ishockey 1997 och spelade sex matcher och gjorde en poäng. 

## Övrigt
Efter karriären arbetar han med fastighetsskötsel på fastighetsbolaget Stena Fastigheter.

## Klubbar
- Malmö IF, Moderklubb. Spel på olika nivåer fram till 1998
- Västerås IK 1997 (utlåning elva matcher)
- Krefeld Pinguine 1998
- Timrå IK 1998 - 1999, division I och allsvenskan.
- EV Duisburg 1999 - 2000
- HC Amiens 2000 - 2002
- Rødovre IK 2002 - 2005
- Herning IK 2004
- IK Pantern 2005 - 2006
- AaB 2006 - 2007
- IK Pantern 2007 - 2008
- Trelleborgs IF 2008 - 2009